# Kalkvaxskivling
Kalkvaxskivling (Hygrocybe calciphila) är en svampart som beskrevs av Arnolds 1985. Kalkvaxskivling ingår i släktet Hygrocybe och familjen Hygrophoraceae.  Arten är reproducerande i Sverige. Inga underarter finns listade i Catalogue of Life.